# Рыэс

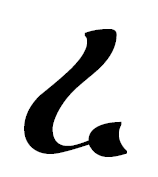

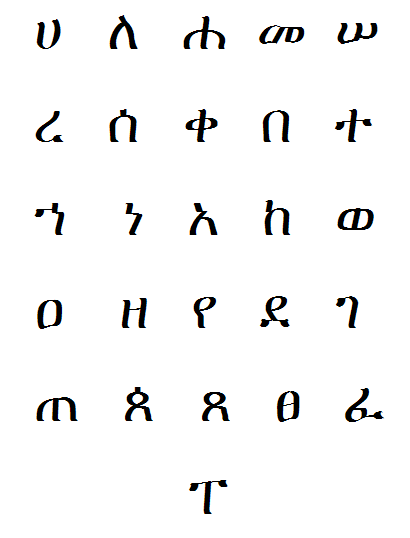

Рыэс (амх. ርእስ) — буква эфиопского алфавита геэз, обозначает альвеолярный дрожащий согласный /r/.
- ረ  — рыэс геэз рэ
- ሩ  — рыэс каэб ру
- ሪ  — рыэс салис ри
- ራ  — рыэс рабы ра
- ሬ  — рыэс хамыс ре
- ር  — рыэс садыс ры (р)
- ሮ  — рыэс сабы ро